# 李吉平
李吉平（1955年9月—），辽宁省大连市人，中华人民共和国银行家。原任国家开发银行党委委员、副行长。

## 生平
1955年9月，李吉平出生在辽宁省大连市。1979年，李吉平进入辽宁财经学院（今东北财经大学） 基建财务与信用专业学习。
1983年大学毕业后，李吉平被分配至中国建设银行办公室工作。
1994年，李吉平调任国家开发银行办公厅副主任、党委办公室副主任。2003年，李吉平出任国家开发银行四川省分行行长、党委副书记、党委书记。2006年，李吉平转任国家开发银行人事局副局长、党委组织部副部长。2008年9月，李吉平升任国家开发银行副行长。

### 落马
2024年3月13日，李吉平涉嫌严重违纪违法接受中央纪委国家监委纪律审查和监察调查。8月1日，李吉平被开除党籍和取消退休待遇，移送司法机关。當局指控其搞迷信活动，大搞钱色交易。8月26日，国家监察委员会對其调查终结，並將其移送检察机关审查起诉。河南省人民检察院以涉嫌受贿罪对李吉平作出逮捕决定。